# 澳门马蜂
澳门马蜂（学名：Polistes macaensis）是一种胡蜂科昆虫，首先发现于澳门并以澳门命名，分布广泛。其分类地位有争议。

## 分类历史
澳门马蜂由約翰·克里斯蒂安·法布里丘斯于1793年发表在其著作Entomologia Systematica的第二卷上，种小名由Macao拉丁化形成，意为产于澳门，是第一个以澳门命名的物种。
部分文献认为其是家马蜂（中文名也称为果马蜂）的异名。
《云南胡蜂志》认为，依据触角鞭节长度、前胸背板颜色、基部黑斑等特征可以容易地区分这两个不同物种。

## 特征
该物种外观上为黑色具黄色条纹，体长20－22毫米，小盾片、后小盾片、前胸背板棕色，基部侧面和两下角具黑斑，第2－5腹节黑色，端部边缘具弯曲的橙黄色横带。触角第一鞭节是第二鞭节长的2.7倍，后足第一跗节是第二跗节的2.7倍。

## 分布
分布于澳门、香港、广东、云南、浙江、河北、福建、江苏、广西，日本、缅甸、新加坡、印度、孟加拉、伊朗、库克群岛、毛里求斯等地。
模式标本采自澳门。

## 生态关系
澳门马蜂以鳞翅目幼虫、蝗蝻等为食，河北省将其用于蝗灾的生物防治。